# Xã Bedford, Quận Monroe, Michigan
Xã Bedford (tiếng Anh: Bedford Township) là một xã thuộc quận Monroe, tiểu bang Michigan, Hoa Kỳ. Năm 2010, dân số của xã này là 31.085 người.